# Calocosmus semimarginatus
Calocosmus semimarginatus är en skalbaggsart som beskrevs av Bates 1881. Calocosmus semimarginatus ingår i släktet Calocosmus och familjen långhorningar.
Artens utbredningsområde är Kuba. Inga underarter finns listade.